# Swjatoslaw Nasarenko
Swjatoslaw Nasarenko (kasachisch Святослав Назаренко; * 7. August 2004) ist ein kasachischer Nordischer Kombinierer und Skispringer.

## Werdegang
Swjatoslaw Nasarenko gab sein internationales Debüt 2019 im Youth Cup 2 der nordischen Kombination. 2020 und 2022 nahm er noch an zwei weiteren Jugendwettbewerben teil, darunter auch ein Teamwettbewerb der Juniorenweltmeisterschaften, lag jedoch immer auf den letzten drei Plätzen.
Ab der Saison 2021/22 startete er auch bei den Spezialisten, im Skisprung FIS Cup und konnte sich für die meisten Wettkämpfe qualifizieren, auch wenn er keine Punkte holte. Bei den Juniorenweltmeisterschaften 2022 in Zakopane, wo er auch in der nordischen Kombination antrat, wurde er im Skispringen 41. von 50 Qualifizierten und im Teamwettbewerb 10. von 12 Teams. In der nächsten Saison holte er erstmals FIS-Cup Punkte und später, bei einem schwach besetzten Wettkampf auch Continental-Cup Punkte. Daraufhin startete er bei Einzel bei der Universiade und den Juniorenweltmeisterschaften. In Lake Placid startete er erstmals im Weltcup, schied aber zweimal in der Qualifikation aus und wurde im Teamwettbewerb vorletzter. Auch bei den nordischen Skiweltmeisterschaften in Planica schied er in der Qualifikation von der Normalschanze aus, wurde letzter im Team und trat auf der Großschanze gar nicht an. Bei darauffolgenden FIS- und Continental-Cups konnte er nur einmal Punkte holen. Zum Ende der Saison trat er im Team in Lahti und im Team beim Skifliegen in Planica an, wo er auch seine aktuelle Bestweite von 155,5 Metern aufstellte.
Am 21. März 2024 erreichte er in Planica mit einer Weite von 175,5 m seine persönliche Bestmarke.

## Statistik

### Skispringen

#### Grand-Prix-Platzierungen
| Saison | Platz | Punkte |
| ------ | ----- | ------ |
| 2024   | 081.  | 005    |

#### Continental-Cup-Platzierungen
| Saison  | Platz | Punkte |
| ------- | ----- | ------ |
| 2022/23 | 119.  | 005    |
| 2023/24 | 062.  | 005    |